# Geiersgrundbach
Der Geiersgrundbach ist ein etwa sieben Kilometer langer südlicher und orographisch linker Zufluss des Werthenbachs in den Gemarkungen der Ortschaften Hainchen und Werthenbach im Kreis Siegen-Wittgenstein in Nordrhein-Westfalen.

## Geographie

### Verlauf
Der Geiersgrundbach entspringt etwa 450 Meter südwestlich des Jagdberggipfels auf einer Höhe von ca. 628 m ü. NHN. Von dort wendet er sich in überwiegend südwestliche Richtung und nimmt von den umliegenden Berghängen viele Zuflüsse auf. Nach etwa 1,5 Kilometern Laufs durchfließt er das NSG In der Hombach. Weitere ca. 2,7 Kilometern talab erreicht er Hainchen. Er durchfließt den Ort und wendet sich dabei in Richtung Westen. Kurz vor der Mündung schlägt er nochmals einen Bogen in nördliche Richtung. Er passiert Irmgarteichen nordöstlich und durchfließt Werthenbach. Schließlich mündet er bei Werthenbach auf einer Höhe von 362 m ü. NHN Metern von links in das ebenfalls Werthenbach heißende Gewässer.

### Naturräumliche Zuordnung
Der Geiersgrundbach fließt in der naturräumlichen Haupteinheitengruppe Süderbergland (Nr. 33) und in der Haupteinheit Siegerland (331) durch die Untereinheit Siegerländer Rothaar-Vorhöhen (331.2) – ausgehend von seiner auf der Westabdachung des in der Haupteinheit Rothaargebirge (mit Hochsauerland) (333) zur Untereinheit Dill-Lahn-Eder-Quellgebiet (333.0) gehörenden Naturraums Ederkopf-Lahnkopf-Rücken (333.01) gelegenen Quelle.

### Einzugsgebiet und Zuflüsse
Das Einzugsgebiet des Geiersgrundbachs ist 10,089 km² groß. Zu seinen Zuflüssen zählen der Hormigbach, der knapp unterhalb der Kaffebuche (mittlerweile gefällt) entspringt, der Seifenbach, der ihm aus Irmgarteichen zufließt, sowie eine Vielzahl weiterer kleiner Zuflüsse.